# Пик Лунгин
Пик Лунгин (нем. Piz Lunghin) — горная вершина в швейцарском кантоне Граубюнден, расположенная на хребте Альбула с видом на перевал Малоя. Высота — 2780 метров над уровнем моря. Её можно считать «крышей Европы», так как осадки, выпадающие на склоны горы, стекают в 3 крупных бассейна: Средиземное море и Чёрное море, а также непосредственно Атлантический океан.

## География и гидрография
Пик Лунгин возвышается над верхними участками долин Энгадин (на востоке) и Брегалья (на западе). Перевал Малоя, соединяющий их, расположен в 2 км юго-восточнее вершины. Северные склоны пика Лунгин лежат на территории природоохранной зоны «Парк Эла».
Тройной водораздел, на самом деле, находится на 600 метров северо-северо-западнее вершины, на перевале Лунгин (2645 метров) (46°24′48″ с. ш. 9°39′49″ в. д.). Северо-западные склоны дают начало ручьям, впадающим в реку Юлию, приток Альбулы, которая, в свою очередь, является притоком Рейна. С юго-западных склонов вода попадает в реку Мера в долине Брегалья, впадающую в По. И, наконец, Инн, берущий своё начало в озере Лунгин, расположенного восточнее вершины, несёт свои воды в Дунай.
- Рейн впадает в Северное море в 740 км севернее.
- По впадает в Адриатическое море в 275 км юго-восточнее.
- Дунай впадает в Чёрное море в 1560 км восточнее.

## Альпинизм и туризм
Вершина доступна с северного склона по тропе, начинающейся с одноимённого перевала, соединяющего коммуну Бивио на севере (через перевал Септимер) с коммуной Малоя в долине Энгадин на востоке. Из Малои (1810 м) тропа идёт вдоль верхнего течения Инна и приводит на перевал за несколько часов ходьбы. Промаркированный многодневный туристический маршрут через перевал Лунгин назван в честь художника Джованни Сегантини, написавшего свои самые известные работы в этих местах.